# Joseph Zyss
Joseph Zyss (nacido en 1950) es un físico francés quién especializa en molecular photonics y nonlinear óptica. Es el autor  o coautor de más de 600 artículos en el campo.

## Carrera
De 1975 a 1997, Zyss trabajó en el CNET  Bagneux Laboratorio. Posteriormente  ha trabajado en el Laboratoire de photonique quantique et moléculaire (UMR 8537), y es su director anterior (1998@–2006). En 2002,  sea el fundador  del fr (IFR 121), y servido como su director hasta que 2015. También funde el Laboratorio Asociado europeo (LEA NaBi), una colaboración entre CNRS y el Weizmann Instituto de Ciencia en el campo de nanobiotechnologies. Cuando de 2018,  es un Emeritus profesor en el École normale supérieure de Cachan.

## Búsqueda
Su búsqueda ha centrado en molecular photonics. Especializa en molecular-nivelar nonlinear efectos ópticos. Estas búsquedas han enlazado fisicoquímica básica con las tecnologías y las aplicaciones que incluyen polímeros para tecnología de información y biophotonics imaging.

## Premios y honores
Es un socio de elegido  de La Sociedad Óptica, y ha sido otorgado el Société Française de Physique  premio de IBM y fr, así como el Gay-Lussac-Humboldt-Premio (2010).